# Phormictopus auratus
Phormictopus auratus är en spindelart som beskrevs av Ortiz och Rogerio Bertani 2005. Phormictopus auratus ingår i släktet Phormictopus och familjen fågelspindlar.
Artens utbredningsområde är Kuba. Inga underarter finns listade i Catalogue of Life.